# Said Ahmed Said
Said Ahmed Said (Kumasi, 20 aprile 1993) è un calciatore ghanese naturalizzato italiano, di ruolo attaccante. Dal 1º luglio 2025 sarà svincolato.

## Caratteristiche tecniche
È una prima punta mancina.

## Carriera

### Club
Nato in Ghana e cresciuto calcisticamente in Italia, ha giocato nella Primavera di Inter, Chievo e Genoa. Il 1º novembre 2012 esordisce in Serie A con la maglia del Genoa, nella partita contro la Fiorentina. Il 2 dicembre 2012 segna il suo primo gol da professionista, nella sconfitta per 4-2 contro il Chievo.
Il 2 gennaio 2014, viene ceduto in prestito al Monza, club militante in Lega Pro Seconda Divisione. Il 5 gennaio ha esordito con i brianzoli nella partita contro il Delta Porto Tolle terminata 1-1.

### Nazionale
Convocato da Alberico Evani nella nazionale italiana Under-19, Said sceglie di giocare con la maglia azzurra dell'Italia, esordendo nell'amichevole contro i pari età dell'Ungheria Under-19 giocata allo stadio Globall Football Park & Sporthotel di Telki.
Viene convocato dalla nazionale Under-23 del Ghana, in occasione degli All Africa Games, per il match di ritorno contro i pari età del Mozambico; non partecipa però alla partita in quanto non arriva il nullaosta dalla FIGC.

## Statistiche

### Presenze e reti nei club
Statistiche aggiornate al 21 dicembre 2021.
| Stagione              | Squadra               | Campionato            | Campionato | Campionato | Coppe nazionali | Coppe nazionali | Coppe nazionali | Coppe continentali | Coppe continentali | Coppe continentali | Altre coppe | Altre coppe | Altre coppe | Totale | Totale |
| Stagione              | Squadra               | Comp                  | Pres       | Reti       | Comp            | Pres            | Reti            | Comp               | Pres               | Reti               | Comp        | Pres        | Reti        | Pres   | Reti   |
| --------------------- | --------------------- | --------------------- | ---------- | ---------- | --------------- | --------------- | --------------- | ------------------ | ------------------ | ------------------ | ----------- | ----------- | ----------- | ------ | ------ |
| 2012-2013             | Genoa                 | A                     | 5          | 1          | CI              | 0               | 0               | -                  | -                  | -                  | -           | -           | -           | 5      | 1      |
| 2013-gen. 2014        | Genoa                 | A                     | 0          | 0          | CI              | 0               | 0               | -                  | -                  | -                  | -           | -           | -           | 0      | 0      |
| Totale Genoa          | Totale Genoa          | Totale Genoa          | 5          | 1          |                 | 0               | 0               |                    | -                  | -                  |             | -           | -           | 5      | 1      |
| gen.-giu. 2014        | Monza                 | 2D                    | 10         | 0          | CI+CI-LP        | 0+1             | 0+0             | -                  | -                  | -                  | -           | -           | -           | 11     | 0      |
| 2014-2015             | Mantova               | LP                    | 34         | 5          | CI-LP           | 1               | 0               | -                  | -                  | -                  | -           | -           | -           | 35     | 5      |
| 2015-2016             | Olhanense             | SL                    | 36         | 8          | CP+CdL          | 1+0             | 0               | -                  | -                  | -                  | -           | -           | -           | 37     | 8      |
| 2016-2017             | Hajduk Spalato        | 1. HNL                | 28         | 7          | CC              | 2               | 0               | UEL                | 6                  | 2                  | -           | -           | -           | 36     | 9      |
| 2017-2018             | Hajduk Spalato        | 1. HNL                | 28         | 11         | CC              | 3               | 2               | UEL                | 4                  | 0                  | -           | -           | -           | 35     | 13     |
| 2018-feb. 2019        | Hajduk Spalato        | 1. HNL                | 11         | 3          | CC              | 2               | 2               | UEL                | 4                  | 2                  | -           | -           | -           | 17     | 7      |
| Totale Hajduk Spalato | Totale Hajduk Spalato | Totale Hajduk Spalato | 67         | 21         |                 | 7               | 4               |                    | 14                 | 4                  |             | -           | -           | 88     | 29     |
| feb.-giu. 2019        | Rio Ave               | PL                    | 4          | 1          | TdL             | -               | -               |                    | -                  | -                  | -           | -           | -           | 4      | 1      |
| 2019-2020             | Lokeren               | D1B                   | 14         | 0          | CdB             | 1               | 2               | UEL                | -                  | -                  | -           | -           | -           | 15     | 2      |
| 2020-2021             | Rio Ave               | PL                    | 0          | 0          | CdB             | 1               | 0               | UEL                | -                  | -                  | -           | -           | -           | 1      | 0      |
| 2021-2022             | Argeș Pitești         | L1                    | 11         | 1          | CR              | 1               | 0               | -                  | -                  | -                  | -           | -           | -           | 12     | 1      |
| Totale carriera       | Totale carriera       | Totale carriera       | 181        | 37         |                 | 12              | 6               |                    | 14                 | 4                  |             | -           | -           | 207    | 47     |

### Cronologia presenze e reti in nazionale
| Cronologia completa delle presenze e delle reti in nazionale ― Italia under 19 | Cronologia completa delle presenze e delle reti in nazionale ― Italia under 19 | Cronologia completa delle presenze e delle reti in nazionale ― Italia under 19 | Cronologia completa delle presenze e delle reti in nazionale ― Italia under 19 | Cronologia completa delle presenze e delle reti in nazionale ― Italia under 19 | Cronologia completa delle presenze e delle reti in nazionale ― Italia under 19 | Cronologia completa delle presenze e delle reti in nazionale ― Italia under 19 | Cronologia completa delle presenze e delle reti in nazionale ― Italia under 19 |
| Data                                                                           | Città                                                                          | In casa                                                                        | Risultato                                                                      | Ospiti                                                                         | Competizione                                                                   | Reti                                                                           | Note                                                                           |
| ------------------------------------------------------------------------------ | ------------------------------------------------------------------------------ | ------------------------------------------------------------------------------ | ------------------------------------------------------------------------------ | ------------------------------------------------------------------------------ | ------------------------------------------------------------------------------ | ------------------------------------------------------------------------------ | ------------------------------------------------------------------------------ |
| 25-4-2012                                                                      | Telki                                                                          | Ungheria under 19                                                              | 0 – 0                                                                          | Italia under 19                                                                | Amichevole                                                                     | -                                                                              | 56’                                                                            |
| Totale                                                                         |                                                                                | Presenze                                                                       | 1                                                                              |                                                                                | Reti                                                                           | 0                                                                              |                                                                                |

## Palmarès

### Club

#### Competizioni nazionali
- Souper Ligka Ellada 2: 1

Panserraikos: 2022-2023